# Nekrolog 3. Quartal 1918
Nekrolog
◄◄
| ◄
| 1914
| 1915
| 1916
| 1917
| 1918 | 1919 | 1920 | 1921 | 1922 | ► | ►►
1. Quartal |
2. Quartal |
3. Quartal |
4. Quartal 1918
Weitere Ereignisse | Allgemeiner Nekrolog 1918
Die Beschreibung der verstorbenen Person sollte so kurz wie möglich gehalten sein und nur deren signifikante Tätigkeit(en) enthalten.
Neue Namen ggf. auch unter dem Geburts- und Sterbedatum, also etwa unter 1. Januar und im Geburts- und Sterbejahr (2024) eintragen (nur bei entsprechender großer Wichtigkeit). Für Beispiele siehe die schon vorhandenen Artikel.
Außerdem über die fünf zuletzt Verstorbenen, zu denen es einen ausreichend guten Artikel für eine Präsentation auf der Hauptseite gibt, nach der todesbedingten Überarbeitung der Artikel ggf. auch unter Wikipedia Diskussion:Hauptseite informieren und sie am besten auch in den anderen Wikipedia-Sprachversionen eintragen. Tipp: Regelmäßig bei news.google.de nach „ist tot“, „gestorben“ oder „verstorben“ suchen.
Wenn eine Person gestorben ist, gibt es viele Seiten zu dieser Person in der Wikipedia, die davon auch betroffen sind und entsprechend aktualisiert werden müssen. Beispiele: Namenübersichtsseite, Geburtsjahr, Geburtsort-Seiten und viele mehr.
Wie finde ich die betroffenen Seiten?
Im Suchfeld auf der linken Seite gibt man den Suchbegriff so ein: „Vorname Nachname“. Dann klickt man auf Volltext und alle Seiten mit entsprechendem Suchtext werden aufgerufen. Hier sieht man dann schnell, wo auch das Todesjahr Sinn macht oder sogar ein Teil des Artikels angepasst werden muss. Auch hilft das „Werkzeug“ auf der linken Seite sehr gut, um solche Seiten aufzufinden: „Links auf diese Seite“. Somit ist die Wikipedia wieder aktuell in allen Bereichen! Hinweis: bei Eintragung der Kategorie „Gestorben JAHR“ wird der Missbrauchsfilter 49 ausgelöst, was jedoch nicht schlimm ist. Siehe: Spezial:Missbrauchsfilter/49
Dies ist eine Liste von im dritten Quartal 1918 verstorbenen bekannten Persönlichkeiten. Die Einträge erfolgen innerhalb der einzelnen Daten alphabetisch sortiert. Tiere sind im Nekrolog für Tiere zu finden.

## Juli
| Tag      | Name                                      | Beruf, bekannt als                                                                       | Alter | Beleg |
| -------- | ----------------------------------------- | ---------------------------------------------------------------------------------------- | ----- | ----- |
| 1. Juli  | Berend Wilhelm Feddersen                  | deutscher Physiker                                                                       | 86    |       |
| 1. Juli  | Charles Looff                             | deutscher Baumeister                                                                     | 66    |       |
| 1. Juli  | Leo Woerl                                 | deutscher Reisebuchverleger                                                              | 75    |       |
| 2. Juli  | Georg von Schuh                           | deutscher Lehrer, Jurist und Politiker                                                   | 71    |       |
| 2. Juli  | Sell os-Soltan                            | iranischer Statthalter                                                                   | 68    |       |
| 3. Juli  | Mehmed V.                                 | osmanischer Sultan                                                                       | 73    |       |
| 3. Juli  | Wilhelm Reinhard                          | deutscher Jagdflieger im Ersten Weltkrieg                                                | 27    |       |
| 3. Juli  | David Alfred Thomas                       | walisischer Politiker                                                                    | 62    |       |
| 3. Juli  | Benjamin Tillman                          | US-amerikanischer Gouverneur von South Carolina                                          | 70    |       |
| 4. Juli  | Hanns Bolz                                | deutscher Maler, Bildhauer und Illustrator des Expressionismus und Kubo-Futorismus       | 33    |       |
| 4. Juli  | Morris J. Karpas                          | russisch-amerikanischer Psychiater und Psychoanalytiker                                  | 39    |       |
| 4. Juli  | Sebastiano Martinelli                     | Kardinal der katholischen Kirche                                                         | 69    |       |
| 4. Juli  | Charles Wolf                              | französischer Astronom und Physiker                                                      | 90    |       |
| 5. Juli  | Samuel Lattès                             | französischer Mathematiker                                                               | 45    |       |
| 5. Juli  | John William Sterling                     | US-amerikanischer Jurist und großzügiger Mäzen der Yale University                       | 74    |       |
| 6. Juli  | Balthasar Kaltner                         | Erzbischof von Salzburg                                                                  | 74    |       |
| 6. Juli  | Wilhelm von Mirbach-Harff                 | deutscher Diplomat und Botschafter                                                       | 47    |       |
| 6. Juli  | John Purroy Mitchel                       | US-amerikanischer Politiker                                                              | 38    |       |
| 6. Juli  | Semjon Michailowitsch Nachimson           | russischer Revolutionär                                                                  | 32    |       |
| 6. Juli  | Amélie Roquette                           | Vorstand                                                                                 | 74    |       |
| 7. Juli  | Nikolai Samuilowitsch Abelman             | russischer Revolutionär                                                                  | 31    |       |
| 7. Juli  | Arno Bieberstein                          | deutscher Schwimmer                                                                      | 34    |       |
| 7. Juli  | Helma Steinbach                           | Gewerkschafterin                                                                         | 70    |       |
| 7. Juli  | Gustav Thurau                             | deutscher Romanist                                                                       | 55    |       |
| 8. Juli  | Antonio Fagnano                           | italienischer Automobilrennfahrer                                                        | 35    |       |
| 8. Juli  | Karl Mayer                                | deutscher Landwirt und Politiker                                                         | 82    |       |
| 8. Juli  | Christian Tester                          | Schweizer reformierter Geistlicher und Schriftsteller                                    | 67    |       |
| 9. Juli  | Hans am Ende                              | deutscher Maler                                                                          | 53    |       |
| 9. Juli  | Paula Dehmel                              | deutsche Schriftstellerin                                                                | 55    |       |
| 9. Juli  | James McCudden                            | britischer Jagdflieger im Ersten Weltkrieg                                               | 23    |       |
| 9. Juli  | György Sztantics                          | ungarischer Leichtathlet                                                                 | 39    |       |
| 10. Juli | Georges Bonnefoy-Sibour                   | französischer Politiker                                                                  | 68    |       |
| 10. Juli | Diether Roeder von Diersburg              | deutscher Kapitänleutnant im Ersten Weltkrieg                                            | 35    |       |
| 11. Juli | Jules-Maurice Abbet                       | Bischof von Sitten                                                                       | 72    |       |
| 11. Juli | Hugo Henneberg                            | österreichischer Fotograf des Pictorialismus                                             | 54    |       |
| 11. Juli | Max Krause                                | deutscher Ingenieur                                                                      | 65    |       |
| 11. Juli | Ilja Pawlowitsch Tutajew                  | russischer Rotarmist                                                                     | 20    |       |
| 12. Juli | Thorleif Auerdahl                         | norwegischer Lyriker                                                                     | 23    |       |
| 12. Juli | Thomas Francis Cusack                     | Bischof von Albany                                                                       | 56    |       |
| 12. Juli | George Whitefield Davis                   | US-amerikanischer Offizier, Gouverneur von Puerto Rico und der Panamakanalzone           | 78    |       |
| 12. Juli | Lawrence J. Fitzgerald                    | US-amerikanischer Geschäftsmann und Politiker                                            |       |       |
| 12. Juli | Karl Hager                                | Bündner Pater und Naturwissenschaftler                                                   | 55    |       |
| 12. Juli | Dragutin Lerman                           | kroatischer Afrikaforscher                                                               | 54    |       |
| 12. Juli | Robert Parker, Baron Parker of Waddington | britischer Jurist                                                                        | 61    |       |
| 13. Juli | Claudius Veltée                           | österreichischer Theaterbetreiber, Kinopionier, Filmregisseur und Drehbuchautor          |       |       |
| 13. Juli | Anton Fix                                 | österreichischer Fabrikant und Tapezierer                                                | 71    |       |
| 13. Juli | Karl Wilhelm Lorenz                       | deutscher Astronom und Mathematiker                                                      | 32    |       |
| 13. Juli | Gilles van Overbeek de Meijer             | niederländischer Mediziner                                                               | 87    |       |
| 13. Juli | Hermann Scholtz                           | deutscher Pianist und Komponist                                                          | 73    |       |
| 13. Juli | Anton Zimlich                             | bayerischer Zündholzfabrikant und Abgeordneter                                           | 88    |       |
| 14. Juli | Paul Cinquevalli                          | deutscher Jongleur                                                                       | 59    |       |
| 14. Juli | Lothar Kempter                            | deutsch-schweizerischer Komponist und Dirigent                                           | 74    |       |
| 14. Juli | Quentin Roosevelt                         | US-amerikanischer Jagdflieger im Ersten Weltkrieg                                        | 20    |       |
| 15. Juli | Max Cohen                                 | deutscher Rechtsanwalt und Politiker                                                     | 76    |       |
| 15. Juli | Lorenz Hauser                             | bayerischer Landwirt                                                                     | 49    |       |
| 15. Juli | Alfred Jachmann                           | deutscher Verwaltungsbeamter und Bankier                                                 | 89    |       |
| 16. Juli | José de Diego                             | puerto-ricanischer Dichter und Politiker                                                 | 52    |       |
| 16. Juli | Otto Richter                              | deutscher Klassischer Archäologe und Gymnasialdirektor                                   | 75    |       |
| 17. Juli | Alix von Hessen-Darmstadt                 | Kaiserin von Russland                                                                    | 46    |       |
| 17. Juli | Jewgeni Sergejewitsch Botkin              | Leibarzt des letzten russischen Zaren                                                    | 53    |       |
| 17. Juli | Hans Kirschstein                          | deutscher Offizier der Fliegertruppe im Ersten Weltkrieg                                 | 21    |       |
| 17. Juli | Nikolaus II.                              | letzter Zar Russlands                                                                    | 50    |       |
| 17. Juli | Alexei Nikolajewitsch Romanow             | Sohn des Zaren Nikolaus II.                                                              | 13    |       |
| 17. Juli | Anastasia Nikolajewna Romanowa            | Tochter des Zaren Nikolaus II.                                                           | 17    |       |
| 17. Juli | Marija Nikolajewna Romanowa               | Tochter des Zaren Nikolaus II.                                                           | 19    |       |
| 17. Juli | Olga Nikolajewna Romanowa                 | Tochter des Zaren Nikolaus II.                                                           | 22    |       |
| 17. Juli | Tatjana Nikolajewna Romanowa              | Tochter von Zar Nikolaus II.                                                             | 21    |       |
| 18. Juli | Ernst von Dassel                          | preußischer Generalmajor                                                                 | 69    |       |
| 18. Juli | Elisabeth von Hessen-Darmstadt            | Ehefrau von Großfürst Sergius Alexandrowitsch                                            | 53    |       |
| 18. Juli | Joseph Howell                             | US-amerikanischer Politiker                                                              | 61    |       |
| 18. Juli | Wladimir Pawlowitsch Paley                | Enkel des Zaren Alexander II.                                                            | 21    |       |
| 18. Juli | Igor Konstantinowitsch Romanow            | Mitglied des Hauses Romanow-Holstein-Gottorp                                             | 24    |       |
| 18. Juli | Iwan Konstantinowitsch Romanow            | Mitglied des Hauses Romanow-Holstein-Gottorp                                             | 32    |       |
| 18. Juli | Konstantin Konstantinowitsch Romanow      | Mitglied des Hauses Romanow-Holstein-Gottorp                                             | 27    |       |
| 18. Juli | Sergei Michailowitsch Romanow             | Mitglied aus dem Hause Romanow-Holstein-Gottorp                                          | 48    |       |
| 18. Juli | Alois Schweiger                           | österreichischer Politiker                                                               | 57    |       |
| 19. Juli | Friedrich Kercher                         | deutscher Schultheiß und Politiker                                                       | 86    |       |
| 19. Juli | Peter Friedrich Peters                    | deutscher Kirchenbaumeister                                                              | 70    |       |
| 19. Juli | Hamilton K. Wheeler                       | US-amerikanischer Politiker                                                              | 69    |       |
| 20. Juli | Sigismund von Dziembowski-Pomian          | deutscher Jurist und Politiker                                                           | 59    |       |
| 20. Juli | Hermann Mutschmann                        | deutscher Klassischer Philologe                                                          | 35    |       |
| 20. Juli | Joost van Vollenhoven                     | französischer Generalgouverneur von Französisch-Indochina und von Französisch-Westafrika | 40    |       |
| 20. Juli | Hugo Willemsen                            | deutscher Pianist, Dirigent und Komponist                                                | 74    |       |
| 21. Juli | Arthur Burkhardt                          | deutscher Ingenieur und Konstrukteur                                                     | 61    |       |
| 21. Juli | Johannes Hesekiel                         | evangelischer Theologe                                                                   | 83    |       |
| 22. Juli | Ludwig Julius Lippert                     | Hamburger Kaufmann                                                                       | 83    |       |
| 22. Juli | István Mudin                              | ungarischer Leichtathlet                                                                 | 36    |       |
| 22. Juli | Manuel González Prada                     | peruanischer Politiker, Literaturwissenschaftler, Anarchist und Schriftsteller           | 74    |       |
| 22. Juli | Paul Spangenberg                          | Maler, Porträtmaler                                                                      | 74    |       |
| 23. Juli | Ludwig Beck Senior                        | deutscher Metallurge und Montanunternehmer                                               | 77    |       |
| 23. Juli | Lejb Najdus                               | jiddischer Dichter                                                                       | 27    |       |
| 23. Juli | Albert Rowland                            | neuseeländischer Geher                                                                   | 32    |       |
| 23. Juli | Alexander von Weilen                      | österreichischer Schriftsteller                                                          | 55    |       |
| 24. Juli | Antide Boyer                              | französischer Politiker                                                                  | 67    |       |
| 24. Juli | Edgar Loomis Davenport                    | US-amerikanischer Schauspieler                                                           | 56    |       |
| 24. Juli | Josef Wolfgang Dobernig                   | österreichischer Politiker und Journalist                                                | 55    |       |
| 24. Juli | William C. Mooney                         | US-amerikanischer Politiker                                                              | 63    |       |
| 24. Juli | Hermann Schneider                         | deutscher Maler und Illustrator                                                          | 71    |       |
| 25. Juli | Fritz Beckmann                            | Präsident der Handelskammer Solingen                                                     | 67    |       |
| 25. Juli | Arnold Hagenauer                          | österreichischer Schriftsteller und Kritiker                                             | 46    |       |
| 25. Juli | Walter Rauschenbusch                      | amerikanischer baptistischer Theologe                                                    | 56    |       |
| 26. Juli | Henry Macintosh                           | britischer Leichtathlet und Olympiasieger                                                | 26    |       |
| 26. Juli | Edward Mannock                            | britischer Jagdflieger im Ersten Weltkrieg                                               | 31    |       |
| 26. Juli | Franziska zu Reventlow                    | deutsche Schriftstellerin und Malerin                                                    | 47    |       |
| 27. Juli | Thomas Audo                               | Bischof der chaldäisch-katholischen Kirche                                               | 62    |       |
| 27. Juli | Karl Knortz                               | deutsch-US-amerikanischer Schriftsteller                                                 | 76    |       |
| 27. Juli | Gustav Kobbé                              | US-amerikanischer Kunst- und Musikkritiker                                               | 61    |       |
| 27. Juli | John V. Le Moyne                          | US-amerikanischer Politiker                                                              | 89    |       |
| 28. Juli | Adrien Peyrot                             | Schweizer Architekt                                                                      | 62    |       |
| 29. Juli | Ernst Otto Nölle                          | deutscher Richter, Ministerialbeamter und Parlamentarier                                 | 61    |       |
| 29. Juli | İbrahim Hakkı Pascha                      | Großwesir im Osmanischen Reich                                                           |       |       |
| 29. Juli | R. J. Reynolds                            | US-amerikanischer Gründer der R. J. Reynolds Tobacco Company                             | 68    |       |
| 30. Juli | Hermann von Eichhorn                      | preußischer Generalfeldmarschall im Ersten Weltkrieg                                     | 70    |       |
| 30. Juli | Frank Linke-Crawford                      | Fliegerass im Ersten Weltkrieg                                                           | 24    |       |
| 30. Juli | Iwan Steschenko                           | ukrainischer Schriftsteller und Politiker                                                | 45    |       |
| 30. Juli | William R. Warnock                        | US-amerikanischer Politiker                                                              | 79    |       |
| 31. Juli | Eduard Planck von Planckburg              | österreichischer Gutsbesitzer, Landtags- und Reichsratsabgeordneter                      | 77    |       |
| 31. Juli | Jacques-Emile Sontag                      | lateinischer Erzbischof von Isfahan                                                      | 49    |       |

## August
| Tag        | Name                                 | Beruf, bekannt als                                                          | Alter | Beleg |
| ---------- | ------------------------------------ | --------------------------------------------------------------------------- | ----- | ----- |
| 2. August  | Martin Krause                        | deutscher Konzertpianist, Klavierpädagoge und Musikschriftsteller           | 65    |       |
| 3. August  | Hugo II. Logothetti                  | österreichisch-ungarischer Diplomat                                         | 65    |       |
| 3. August  | Friedrich Wilhelm Franz Nippold      | deutscher protestantischer Theologe, Kirchengeschichtler                    | 79    |       |
| 4. August  | Philipp De Ponti                     | österreichischer Harmonika- und Harmoniumerzeuger                           | 75    |       |
| 4. August  | Jónas Jónasson                       | isländischer Volkskundler, Schriftsteller, Pfarrer                          | 61    |       |
| 4. August  | Murad von Sebasteia                  | armenischer Fedajin                                                         |       |       |
| 5. August  | Alexander Alexandrowitsch Makarow    | russischer Politiker                                                        | 61    |       |
| 5. August  | Moritz Güdemann                      | deutsch-österreichischer Rabbiner und Gelehrter                             | 83    |       |
| 5. August  | Peter Strasser                       | deutscher Fregattenkapitän und Führer der Luftschiffe im Ersten Weltkrieg   | 42    |       |
| 6. August  | James H. Davidson                    | US-amerikanischer Politiker                                                 | 60    |       |
| 6. August  | Gustav von Hoppenstedt               | deutscher General                                                           | 71    |       |
| 6. August  | Eberhard Sorge                       | deutscher Turner                                                            | 26    |       |
| 7. August  | Hans Nowack                          | österreichischer Maler und Innenarchitekt                                   | 52    |       |
| 7. August  | Hugo Schlemüller                     | deutscher Cellist, Komponist, Musikschriftsteller                           | 45    |       |
| 8. August  | Eusebi Güell                         | katalanischer Industrieller, Mäzen und Politiker                            |       |       |
| 8. August  | Oskar Poppe                          | deutscher Chemiker und Generaldirektor                                      | 52    |       |
| 9. August  | Marianne Cope                        | deutsche Ordensfrau                                                         | 80    |       |
| 9. August  | Viktor von Hochenburger              | österreichischer Politiker und Justizminister                               | 61    |       |
| 9. August  | Grigori Alexandrowitsch Ussijewitsch | russischer Revolutionär                                                     |       |       |
| 9. August  | Hermann Wendelstein                  | württembergischer Oberamtmann                                               | 82    |       |
| 10. August | Marcel Benoist                       | französischer Rechtsanwalt                                                  |       |       |
| 10. August | Olaus Henrici                        | deutscher Mathematiker                                                      | 78    |       |
| 10. August | William P. Kellogg                   | Gouverneur des Bundesstaates Louisiana (1873–1877)                          | 87    |       |
| 10. August | Erich Loewenhardt                    | deutscher Jagdflieger im Ersten Weltkrieg                                   | 21    |       |
| 10. August | Artur Popławski                      | polnischer Ingenieur und Schachspieler                                      |       |       |
| 10. August | Fritz Pütter                         | deutscher Offizier im Ersten Weltkrieg                                      | 23    |       |
| 11. August | Benjamin Franklin Meyers             | US-amerikanischer Politiker                                                 | 85    |       |
| 11. August | Hans-Martin Pippart                  | deutscher Flugzeugkonstrukteur und Jagdpilot im Ersten Weltkrieg            | 30    |       |
| 12. August | Joseph Bill                          | deutscher Jurist                                                            | 56    |       |
| 12. August | Anna Held                            | Schauspielerin und Sängerin                                                 |       |       |
| 12. August | William Thompson                     | US-amerikanischer Bogenschütze                                              | 70    |       |
| 13. August | Luther Gulick                        | US-amerikanischer Arzt, Gesundheitslehrer, Sporthygieniker und -förderer    | 52    |       |
| 14. August | Edward H. Gillette                   | US-amerikanischer Politiker                                                 | 77    |       |
| 14. August | Johannes Lohs                        | deutscher Marineoffizier und U-Boot-Kommandant im Ersten Weltkrieg          | 29    |       |
| 14. August | Anna Morton                          | US-amerikanische Second Lady                                                | 72    |       |
| 14. August | Aaron Nichols Skinner                | US-amerikanischer Astronom                                                  | 73    |       |
| 14. August | Maria Uhden                          | deutsche Malerin und Grafikerin                                             | 26    |       |
| 15. August | Ernst von Bila                       | Regimentskommandeur und Träger des Pour le Mérite                           | 50    |       |
| 15. August | Jákup Jakobsen                       | färöischer Linguist                                                         | 54    |       |
| 15. August | Koga Tatsushirō                      | japanischer Unternehmer                                                     | 62    |       |
| 15. August | Heinrich Köselitz                    | Musiker, Schriftsteller, Freund Friedrich Nietzsches                        | 64    |       |
| 16. August | John E. Bunker                       | US-amerikanischer Anwalt und Politiker                                      | 52    |       |
| 17. August | Thomas A’Becket Jr.                  | US-amerikanischer Pianist, Organist, Musikpädagoge                          | 75    |       |
| 17. August | Hugo Andresen                        | deutscher Romanist und Mediävist                                            | 73    |       |
| 17. August | Marcello Arlotta                     | italienischer Luftschiffer und Kapitänleutnant                              |       |       |
| 17. August | Jacob Harold Gallinger               | US-amerikanischer Politiker                                                 | 81    |       |
| 17. August | James M. Ritchie                     | US-amerikanischer Politiker                                                 | 89    |       |
| 17. August | Bogumil Zepler                       | deutscher Komponist                                                         | 60    |       |
| 18. August | Johann Wilhelm Coaz                  | Schweizer Forstingenieur und Gebirgstopograf, Erstbesteiger des Piz Bernina | 96    |       |
| 18. August | Immanuel Heyn                        | deutscher Geistlicher und Politiker (FVP), MdR                              | 59    |       |
| 18. August | Joseph Roger Jourdain                | französischer Maler und Illustrator                                         | 72    |       |
| 18. August | George H. Prouty                     | US-amerikanischer Politiker                                                 | 56    |       |
| 18. August | Wilhelm Zeidler                      | deutscher Politiker (DkP), MdR, MdL (Königreich Sachsen)                    | 77    |       |
| 19. August | Gottfried Hagemann                   | deutscher Verwaltungsbeamter                                                | 54    |       |
| 19. August | Hugo Haschke                         | deutscher Kaufmann                                                          | 53    |       |
| 20. August | John Daniel Clardy                   | US-amerikanischer Politiker                                                 | 89    |       |
| 20. August | Ernst Stege                          | deutscher Maler und Zeichner                                                |       |       |
| 21. August | Samuel B. Cooper                     | US-amerikanischer Politiker                                                 | 68    |       |
| 21. August | Eugen von Czihak                     | deutscher Architekt, preußischer Baubeamter und Kunsthistoriker             | 65    |       |
| 21. August | Orville H. Gibson                    | US-amerikanischer Musikinstrumentenbauer und Unternehmer (Gibson Guitars)   |       |       |
| 21. August | August Voigt-Fölger                  | deutscher Maler und Professor an der Technischen Hochschule zu Hannover     | 81    |       |
| 22. August | Korbinian Brodmann                   | deutscher Neurologe und Psychiater                                          | 49    |       |
| 22. August | Alfred Cheetham                      | britischer Seemann und Polarforscher                                        | 51    |       |
| 22. August | Gustav Christ                        | badischer Jurist und Heimatgeschichtler                                     |       |       |
| 22. August | Iwan Lutschyzkyj                     | ukrainischer und russischer Historiker und Hochschullehrer                  | 73    |       |
| 23. August | Fedor von Jaroszinski-Jarosch        | deutscher Schauspieler und Theaterregisseur                                 | 83    |       |
| 25. August | Carl Ludwig Funck                    | deutscher Lederhändler und Politiker (DFP), MdR                             | 66    |       |
| 25. August | Max Morris                           | deutscher Literarhistoriker                                                 | 58    |       |
| 27. August | Horace F. Bartine                    | US-amerikanischer Politiker                                                 | 70    |       |
| 27. August | Hermann Hitzig                       | Schweizer klassischer Philologe                                             | 75    |       |
| 27. August | Philipp Wittrock                     | deutscher Jurist und Parlamentarier                                         | 84    |       |
| 28. August | Erich Cohn                           | deutscher Schachspieler                                                     | 34    |       |
| 28. August | Ollie Murray James                   | US-amerikanischer Politiker                                                 | 47    |       |
| 28. August | Trinidad Romero                      | US-amerikanischer Politiker                                                 | 83    |       |
| 29. August | Max Dauthendey                       | deutscher Dichter und Maler                                                 | 51    |       |
| 29. August | Cecil Healy                          | australischer Schwimmer                                                     | 36    |       |
| 30. August | James Donald Cameron                 | US-amerikanischer Politiker                                                 | 85    |       |
| 30. August | Moissei Solomonowitsch Urizki        | russischer Revolutionär                                                     |       |       |
| 30. August | Samuel Wendell Williston             | US-amerikanischer Paläontologe, Entomologe und Geologe                      | 66    |       |
| 31. August | André-Louis Cholesky                 | französischer Mathematiker                                                  | 42    |       |
| 31. August | Francis Cromie                       | britischer U-Boot-Kommandant im Ersten Weltkrieg und Diplomat               | 36    |       |

## September
| Tag           | Name                                  | Beruf, bekannt als                                                                                | Alter | Beleg |
| ------------- | ------------------------------------- | ------------------------------------------------------------------------------------------------- | ----- | ----- |
| 1. September  | Carl Schier                           | deutscher Rechtsanwalt und Politiker, MdR                                                         | 64    |       |
| 1. September  | Ferdinand zu Solms-Hohensolms-Lich    | deutscher Aristokrat und Offizier                                                                 | 32    |       |
| 1. September  | Theobald Ziegler                      | deutscher Philosoph und Hochschullehrer                                                           | 72    |       |
| 2. September  | Jacob Berliner                        | deutscher Kaufmann                                                                                | 69    |       |
| 2. September  | Wilhelm Hector                        | deutscher Architekt                                                                               | 63    |       |
| 2. September  | Fritz Gerhard Lottmann                | ostfriesischer Schriftsteller und Heimatdichter                                                   | 37    |       |
| 2. September  | Julius Tafel                          | deutscher Chemiker                                                                                | 56    |       |
| 2. September  | Georg von Waldburg-Zeil               | deutscher Adliger                                                                                 | 51    |       |
| 3. September  | Fanny Kaplan                          | russische Anarchistin und Sozialrevolutionärin                                                    | 28    |       |
| 3. September  | Oscar Wittenstein                     | deutscher Unternehmer, Kunstsammler und Pilot                                                     | 37    |       |
| 4. September  | Hans Droysen                          | deutscher Historiker, Altphilologe und Lehrer                                                     | 67    |       |
| 4. September  | William Hart-Bennett                  | britischer Kolonialgouverneur                                                                     |       |       |
| 4. September  | Max Jakob                             | tschechisch-österreichischer Orgelbauer                                                           | 71    |       |
| 4. September  | Anton von Kalkstein                   | Rittergutsbesitzer und Politiker, MdR                                                             | 79    |       |
| 4. September  | Emil Lampe                            | deutscher Mathematiker                                                                            | 77    |       |
| 4. September  | Samuel Henry Miller                   | US-amerikanischer Politiker                                                                       | 78    |       |
| 4. September  | Gustav Schaumann                      | deutscher Offizier, zuletzt Oberst                                                                | 65    |       |
| 4. September  | Catharina Schneider                   | russische Russisch-Lehrerin der Romanow-Familie                                                   | 62    |       |
| 4. September  | Wassili Matwejewitsch Serow           | russischer Revolutionär und Politiker                                                             | 39    |       |
| 4. September  | Otto Wittenberg                       | deutscher Landschaftsgärtner                                                                      | 84    |       |
| 6. September  | Georg Schaps                          | deutscher Reichsgerichtsrat                                                                       | 51    |       |
| 7. September  | Gustav II. Adolph Fintelmann          | deutscher Hofgartendirektor                                                                       | 72    |       |
| 7. September  | Peter Ludwig Mejdell Sylow            | norwegischer Mathematiker                                                                         | 85    |       |
| 8. September  | Franziskus Maria vom Kreuze Jordan    | katholischer Priester und Ordensgründer                                                           | 70    |       |
| 9. September  | Louis Abel-Truchet                    | französischer Maler                                                                               | 60    |       |
| 9. September  | Julius Brück                          | ungarischer Musikpädagoge und Komponist                                                           | 59    |       |
| 9. September  | Heinrich von Igel                     | preußischer General der Infanterie                                                                | 79    |       |
| 9. September  | Wilhelm Liebenam                      | deutscher Althistoriker                                                                           | 59    |       |
| 10. September | Carl Peters                           | deutscher Politiker, Publizist, Kolonialist und Afrikaforscher                                    | 61    |       |
| 11. September | Eduard Graf                           | Schweizer Unternehmer und Politiker                                                               | 73    |       |
| 11. September | Albin Hirsch                          | österreichischer Tischlermeister und Politiker (CS)                                               | 70    |       |
| 11. September | David Alexander Nunn                  | US-amerikanischer Politiker                                                                       | 85    |       |
| 11. September | Jesco von Puttkamer                   | deutscher Verwaltungsjurist und Politiker, MdR                                                    | 77    |       |
| 11. September | William Robson, Baron Robson          | britischer Jurist und Politiker                                                                   | 66    |       |
| 12. September | Joseph Clay Stiles Blackburn          | US-amerikanischer Politiker                                                                       | 79    |       |
| 12. September | Maxime Bôcher                         | US-amerikanischer Mathematiker                                                                    | 51    |       |
| 12. September | George Reid                           | australischer Politiker und Premierminister                                                       | 73    |       |
| 13. September | Eduard                                | Herzog von Anhalt                                                                                 | 57    |       |
| 13. September | William Nicholson, 1. Baron Nicholson | britischer Feldmarschall und Chef des Imperialen Generalstabes                                    | 73    |       |
| 13. September | Bernhard Stull                        | deutscher Geistlicher und Politiker                                                               | 53    |       |
| 14. September | Edward Weston                         | US-amerikanischer Bogenschütze                                                                    | 72    |       |
| 15. September | Friedrich Braun                       | Schweizer Opernsänger                                                                             | 46    |       |
| 15. September | Carl Gottlieb Bünz                    | deutscher Diplomat                                                                                | 75    |       |
| 15. September | Charles Kinney                        | US-amerikanischer Drucker, Händler und Politiker                                                  | 68    |       |
| 16. September | Paul Hundius                          | deutscher U-Boot-Kommandant im Ersten Weltkrieg                                                   | 29    |       |
| 17. September | John Murphy Farley                    | US-amerikanischer Kardinal der römisch-katholischen Kirche und Erzbischof von New York            | 76    |       |
| 17. September | Mally Werkenthin                      | deutsche Opernsängerin                                                                            | 40    |       |
| 18. September | Roger Basset                          | französischer Leichtathlet und Rugbyspieler                                                       | 37    |       |
| 18. September | Ernest Farrar                         | englischer Komponist und Organist                                                                 | 33    |       |
| 18. September | Wladimir Alexejewitsch Senilow        | russischer Komponist                                                                              | 43    |       |
| 20. September | Meschadi Asisbekow                    | aserbaidschanischer Politiker                                                                     | 42    |       |
| 20. September | Stepan Schahumjan                     | sowjetisch-armenischer Politiker                                                                  | 39    |       |
| 20. September | Erik Gustaf von Schweden              | schwedischer Prinz, Herzog von Västmanland                                                        | 29    |       |
| 21. September | Roland von Brünneck-Bellschwitz       | Landrat, Burggraf                                                                                 | 78    |       |
| 21. September | William Francis Murray                | US-amerikanischer Politiker                                                                       | 37    |       |
| 21. September | Julius von Uexküll-Güldenband         | russischer Verwaltungsjurist und Politiker                                                        | 65    |       |
| 22. September | Friedrich Martin Berwerth             | österreichischer Mineraloge                                                                       | 67    |       |
| 22. September | Magomed-Ali Dachadajew                | russischer Revolutionär im Kaukasus                                                               |       |       |
| 22. September | Hermann Rumschöttel                   | deutscher Eisenbahningenieur und Kontraktausländer in Meiji-Japan                                 | 73    |       |
| 22. September | Wilhelm Viëtor                        | deutscher Philologe, neusprachlicher Reformer                                                     | 67    |       |
| 23. September | Georg Gaffky                          | deutscher Arzt und Bakteriologe                                                                   | 68    |       |
| 23. September | Marie Lenéru                          | französische Dramatikerin                                                                         | 43    |       |
| 23. September | Pellegrino Francesco Stagni           | italienischer Ordensgeistlicher, römisch-katholischer Erzbischof und Diplomat des Heiligen Stuhls | 59    |       |
| 24. September | John Herriott                         | US-amerikanischer Politiker                                                                       | 73    |       |
| 24. September | Émile Picot                           | französischer Romanist und Rumänist                                                               | 74    |       |
| 24. September | Charles Piguet                        | Schweizer Erzieher                                                                                |       |       |
| 25. September | John Ireland                          | irisch-US-amerikanischer Erzbischof von Saint Paul und Minneapolis                                | 80    |       |
| 25. September | Karl Jüngst                           | deutscher Eisengussfachmann                                                                       | 87    |       |
| 25. September | Otto Seidenadel                       | badischer Beamter                                                                                 | 52    |       |
| 26. September | Georg Simmel                          | deutscher Philosoph und Soziologe                                                                 | 60    |       |
| 27. September | Louise de Bettignies                  | französische Widerstandskämpferin und Geheimagentin                                               | 38    |       |
| 27. September | Charles R. Eastman                    | US-amerikanischer Paläontologe und Geologe                                                        | 50    |       |
| 27. September | Fritz Rumey                           | deutscher Jagdpilot                                                                               | 27    |       |
| 28. September | Eduard von Keyserling                 | deutscher Schriftsteller und Dramatiker des Impressionismus                                       | 63    |       |
| 28. September | David K. Watson                       | US-amerikanischer Politiker                                                                       | 69    |       |
| 29. September | Frank Luke                            | US-amerikanischer Kampfpilot und Fliegerass im Ersten Weltkrieg                                   | 21    |       |
| 29. September | Ervin Szabó                           | ungarischer Bibliothekar, Soziologe und sozialistischer Theoretiker                               | 41    |       |
| 30. September | Ōura Kanetake                         | japanischer Politiker                                                                             | 68    |       |
| 30. September | Clara Möller-Coburg                   | deutsche Kunstgewerblerin und Grafikerin                                                          | 49    |       |
|               | Kurt Beitzen                          | deutscher Marineoffizier                                                                          | 33    |       |
|               | John Bentley                          | englischer Fußballtrainer                                                                         | 58    |       |
|               | Rosalie Braun-Artaria                 | deutsche Schriftstellerin und Redakteurin der Gartenlaube                                         | 78    |       |